# 柯英
柯英（1468年—1517年），字汝傑，號西坡，福建興化府莆田縣人，民籍，明朝政治人物。

## 生平
弘治八年（1495年）乙卯科福建鄉試第二十九名舉人，十二年（1499年）中式己未科會試第五十四名，三甲第二名進士。授大理寺評事，升寺副，正德三年（1508年）任徽州府知府，五年（1510年）被論劾為劉瑾黨羽，削籍為民。

## 家族
從祖父柯潛，詹事府少詹事；祖父柯浚，壽官；父柯暄，贈大理寺評事。母洪氏。具慶下。
六子：柯維熊、柯維羆、柯維魚、柯維騏、维藩、维翰。孫柯本。